# Дека Микола Васильович
Микола Васильович Дека (нар. 24 листопада 1954, с. Хутірське Петриківського району Дніпропетровської області) — український майстер петриківського розпису. Чоловік Валентини Деки. Член національних спілок  майстрів народного мистецтва України (2002), художників України (2006).

## Життєпис
Мистецтву навчався у дружини. 
Закінчив Дніпропетровський сільськоко-господарський інститут (1980). 
Працював агрономом (1980–85). Учасник обласних, всеукркаїнських художніх виставок від 1988. 
Створює декоративні розписи на папері, виготовляє й розписує вироби з дерева, оформляє інтер’єри. Окремі роботи зберігаються у Дніпропетровському художньому музеї.

## Доробок
- декоративні вази
  - «Казка рідного степу» (1988),
  - «Квітуче Приорілля» (1988),
  - «Квіти сонця і землі» (1999);

- скриня
  - «Дніпровський степ» (1998);

- тарелі
  - «Горобина» (1999),
  - «Осінь» (2004);

- бочівка
  - «Сонячні квіти» (2000);

- панно
  - «Птах на калині» (1995),
  - «Хмелик» (1998),
  - «Весняні барви» (1999),
  - «Горобина» (2001),
  - «Жар-птиці» (2002),
  - «Осіння мелодія» (2002),
  - «Калиновий світ» (2005),
  - «Пава і квіти» (2005),
  - «Весна» (2006),
  - «Калина» (2006).